# Powrót wilczycy
Powrót wilczycy – polski horror z 1990 roku w reżyserii Marka Piestraka. Kontynuacja filmu Wilczyca z 1983 roku.

## Treść
Kraków, II połowa XIX wieku. Młody artysta Kamil przygotowuje się do ślubu z Krystyną. Przybywają do pałacu Stefani Ziembalskiej, kuzynki Kamila. W pałacu tym niegdyś straszyła wilczyca Julia, zanim została unieszkodliwiona. W nocy Krystyna zostaje zaatakowana przez coś o wyglądzie wilkołaka.

## Plenery
- Smolice w gminie Kobylin – sceny przed pałacem
- Park Poniatowskiego w Łodzi - park
- Pałac Karola Scheiblera - Muzeum Kinematografii w Łodzi - wnętrza
- Pałac Izraela Poznańskiego w Łodzi - wnętrza
- Pałac Dietla w Sosnowcu - pokój kąpielowy

## Obsada
- Jerzy Zelnik jako Kamil Orzelski
- Marzena Trybała jako Stefania Ziembalska
- Małgorzata Jakubiec jako Agata, służąca Ziembalskich
- Joanna Trzepiecińska jako Iza, córka Ziembalskich
- Małgorzata Piorun jako Ania, córka Ziembalskich
- Grażyna Trela jako Krystyna Orzelska, żona Kamila
- Maria Quoos jako guwernantka Ewelina
- Leon Niemczyk jako Ziembalski, mąż Stefanii
- Henryk Bista jako dr Nussbaum
- Zbigniew Lesień jako służący Onufry

oraz
- Wanda Sikora jako służąca Pelasia
- Anna Wojton jako modelka i kochanka Kamila
- Ryszard Kotys jako inspektor
- Edwin Petrykat jako ksiądz
- Mariusz Saniternik jako grabarz
- Jan Mateusz Nowakowski jako koniuszy w majątku Ziembalskich

i inni